# Blasticotomídeos
Blasticotomídeos (Blasticotomidae) trata-se de uma família de vespas (insetos himenópteros da divisão "Symphyta") bastante restrita, em distribuição e número de espécies, contendo atualmente cerca de 13 espécies distribuídas por 3 gêneros, todas encontradiças em matas temperadas da Eurásia. São vespas relativamente robustas, de cores escuras, um tanto semelhantes a Argidae, por suas antenas peculiares apresentando apenas um ou dois segmentos antenais; podem ser distinguidas destas outras vespas pela construção dos tergitos (placas do exoesqueleto) medianos do corpo, em que há um vinco marcante logo abaixo das aberturas dos espiráculos. 
Suas larvas desenvolvem-se em samambaias, onde sua presença como brocadoras é marcada pela exudação de uma espuma do buraco onde estiverem alimentando-se.